# TLX1
TLX1 (англ. T-cell leukemia homeobox 1) – білок, який кодується однойменним геном, розташованим у людей на короткому плечі 10-ї хромосоми. Довжина поліпептидного ланцюга білка становить 330 амінокислот, а молекулярна маса — 34 365.
| 10         |  | 20         |  | 30         |  | 40         |  | 50         |
| ---------- |  | ---------- |  | ---------- |  | ---------- |  | ---------- |
| MEHLGPHHLH |  | PGHAEPISFG |  | IDQILNSPDQ |  | GGCMGPASRL |  | QDGEYGLGCL |
| VGGAYTYGGG |  | GSAAATGAGG |  | AGAYGTGGPG |  | GPGGPAGGGG |  | ACSMGPLTGS |
| YNVNMALAGG |  | PGPGGGGGSS |  | GGAGALSAAG |  | VIRVPAHRPL |  | AGAVAHPQPL |
| ATGLPTVPSV |  | PAMPGVNNLT |  | GLTFPWMESN |  | RRYTKDRFTG |  | HPYQNRTPPK |
| KKKPRTSFTR |  | LQICELEKRF |  | HRQKYLASAE |  | RAALAKALKM |  | TDAQVKTWFQ |
| NRRTKWRRQT |  | AEEREAERQQ |  | ANRILLQLQQ |  | EAFQKSLAQP |  | LPADPLCVHN |
| SSLFALQNLQ |  | PWSDDSTKIT |  | SVTSVASACE |  |            |  |            |

A: Аланін

C: Цистеїн

D: Аспарагінова кислота

E: Глутамінова кислота

F: Фенілаланін

G: Гліцин

H: Гістидин

I: Ізолейцин

K: Лізин

L: Лейцин

M: Метіонін

N: Аспарагін

P: Пролін

Q: Глутамін

R: Аргінін

S: Серин

T: Треонін

V: Валін

W: Триптофан

Кодований геном білок за функцією належить до білків розвитку. 
Задіяний у таких біологічних процесах, як ацетилювання, альтернативний сплайсинг. 
Білок має сайт для зв'язування з ДНК. 
Локалізований у ядрі.